# Горго-Ирзоу
Горго-Ирзоу, Горго-Лам — горная вершина в Веденском районе Чеченской Республики, Россия. 

## Описание
Гора находится к юго-западу от Ведено и к западу от Харачоя. Высота над уровнем моря составляет 1521/1300 метра. Расположена в восточной части Большого Кавказа; западнее горы Гизчены. 
На карте 1944 года отмечен населённый пункт «Горго-Лам».